# أوغست ويلهلم يوليوس أوده
أوغست ويلهلم يوليوس أوده (بالألمانية: August Uhde ) (و. 1807 – 1861 م) هو رياضياتي، وعالم فلك، وأستاذ جامعي من ألمانيا .
توفي عن عمر يناهز 54 عاماً.

## مناصب وهيئات
أدار جامعة براونشفايغ التقنية.